# Furuta Shigekatsu
Furuta Shigekatsu est un nom japonais traditionnel ; le nom de famille (ou le nom d'école), Furuta, précède donc le prénom (ou le nom d'artiste).
Furuta Shigekatsu (古田 重勝, 1560-20 juillet 1606) est un samouraï de la période Sengoku de l'histoire du Japon. Il combat sous le commandement de Toyotomi Hideyoshi au siège du château d'Odawara et dans la campagne de Bunroku en Corée (1592-1593). En récompense de ses efforts, il reçoit le domaine de Matsuzaka (37 000 koku) dans la province d'Ise. Il est le premier daimyo de cette région. En 1600, il est du côté de Tokugawa Ieyasu et prend part à la bataille de Sekigahara. Il survit et se voit accorder des territoires voisins qui comprennent l'actuelle ville de Tsu, d'une valeur de 55 000 koku.  Furuta fournit des pierres pour la construction du château d'Edo. Il décède à Edo en 1606.

## Source de la traduction
- (en) Cet article est partiellement ou en totalité issu de l’article de Wikipédia en anglais intitulé « Furuta Shigekatsu » (voir la liste des auteurs).